# Philip Dormer Stanhope, 4. hrabě z Chesterfieldu
Philip Dormer Stanhope, 4. hrabě z Chesterfieldu (Philip Dormer Stanhope, 4th Earl of Chesterfield, 4th Baron Stanhope of Shelford) (22. září 1694, Londýn, Anglie – 24. března 1773, Londýn, Anglie) byl britský státník, diplomat a spisovatel ze šlechtického rodu Stanhope. Zastával hodnosti u dvora a uplatnil se jako vyslanec v několika zemích. V politice patřil k whigům, byl ministrem zahraničí a místokrálem v Irsku. Byl rytířem Podvazkového řádu a za manželku měl nelegitimní dceru Jiřího I. Melusinu de Schulenberg, hraběnku z Walsinghamu. Mimo jiné se zasloužil o zavedení gregoriánského kalendáře ve Velké Británii.

## Dvořan, diplomat a ministr
Pocházel ze starobylého šlechtického rodu Stanhope, byl synem vysoce postaveného dvořana 3. hraběte z Chesterfieldu, po matce vnuk 1. markýze z Halifaxu. Studoval v Cambridge, poté podnikl kavalírskou cestu po Evropě, cestu ke kariéře mu otevřel vzestup jeho příbuzného Jamese Stanhopa. V roce 1714 se stal komořím Jiřího I. a v letech 1715–1723 byl členem Dolní sněmovny, kde patřil k whigům a vynikl jako účastník parlamentních debat. V letech 1723–1725 byl velitelem královské tělesné stráže (Captain of the Yeomen of the Guard) a v roce 1727 se stal komořím Jiřího II. Mezitím v roce 1726 po otci zdědil titul hraběte z Chesterfieldu a vstoupil do Sněmovny lordů. Značné diplomatické schopnosti projevil jako vyslanec v Haagu (1728–1730) a stal se přítelem premiéra R. Walpola. Díky Walpolově vlivu se stal nejvyšším hofmistrem (1730–1733), v roce 1730 byl jmenován rytířem Podvazkového řádu a v letech 1731–1732 byl mimořádným vyslancem ve Vídni. V roce 1733 se postavil na odpor Walpolově daňové reformě. Ten tehdy sice svůj návrh neprosadil, ale s podporou krále se mohl zbavit svých spolustraníků, kteří jej odmítli podpořit.
Do vysoké politiky se vrátil až v Pelhamově vládě jako místokrál v Irsku (1745–1747). Zde se znovu projevil jako státník mimořádného rozhledu, diplomatického taktu a náboženské tolerance, jeho zájem o rozvoj Irska mu přinesl největší popularitu v celé jeho kariéře, v Irsku jej pak jako místokrál nahradil jeho bratranec lord Harrington. V letech 1746–1748 byl ministrem zahraničí, funkci opustil po ukončení války o rakouské dědictví. Nabídnutý titul vévody odmítl.
Mimo jiné vynikl svou korespondencí, která obsahuje filozofické myšlenky, zároveň je ale dokladem mravního úpadku společnosti 18. století. Svou korespondenci vydal tiskem v roce 1774, později byla vydána ještě dvakrát v 19. století.
Jeho jméno nese ulice Chesterfield Street v Londýně, jsou po něm pojmenovány také dva okresy v USA, hrabství Chesterfield ve Virginii a Jižní Karolíně.

## Rodina a majetek

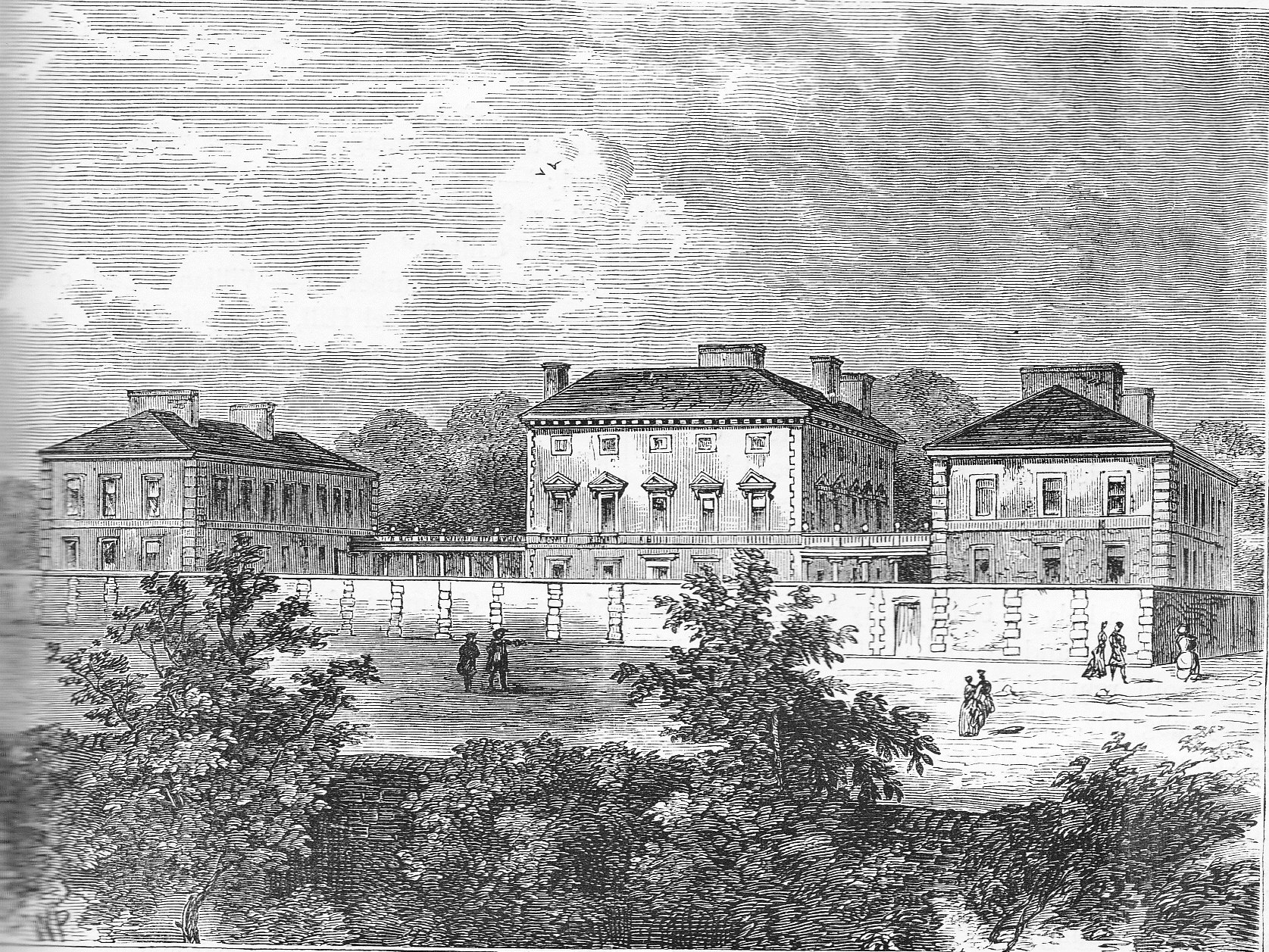
Londýnský palác Chesterfield House, postavený v letech 1747–1752

Jeho manželkou byla od roku 1733 Melusina de Schulenberg, hraběnka z Walsinghamu (1693-1778), nemanželská dcera Jiřího I. Manželství zůstalo bezdětné, bez potomstva zemřel i nelegitimní syn Philip Stanhope (1732-1768), který byl členem Dolní sněmovny a vyslancem v Drážďanech. Bez potomstva zemřeli i tři mladší bratři 4. hraběte z Chesterfieldu, Sir William Stanhope (1702–1772), John Stanhope (1704–1748) a Charles Stanhope (1708–1736), všichni byli poslanci Dolní sněmovny. Titul hrabat z Chesterfieldu pak přešel na vzdáleného příbuzného Philipa (1755–1815).
Hlavním sídlem hrabat z Chesterfieldu byl zámek Bretby Hall (Derbyshire), Philip nechal v letech 1747–1752 postavit v Londýně palác Chesterfield House.